# Довер (тауншип, Миннесота)
Довер (англ. Dover) — тауншип в округе Олмстед, Миннесота, США. На 2000 год его население составило 440 человек.

## География
По данным Бюро переписи населения США площадь тауншипа составляет 89,6 км², из которых 89,6 км² занимает суша, водоёмов нет.

## Демография
По данным переписи населения 2000 года здесь находились 440 человек, 149 домохозяйств и 119 семей.  Плотность населения —  4,9 чел./км².  На территории тауншипа расположено 150 построек со средней плотностью 1,7 построек на один квадратный километр. Расовый состав населения: 99,09 % белых, 0,23 % афроамериканцев, 0,23 % азиатов и 0,45 % приходится на две или более других рас. Испанцы или латиноамериканцы любой расы составляли 0,68 % от популяции тауншипа.
Из 149 домохозяйств в 40,3 % воспитывались дети до 18 лет, в 72,5 % проживали супружеские пары, в 4,7 % проживали незамужние женщины и в 20,1 % домохозяйств проживали несемейные люди. 16,1 % домохозяйств состояли из одного человека, при том 7,4 % из — одиноких пожилых людей старше 65 лет. Средний размер домохозяйства — 2,95, а семьи — 3,35 человека.
29,5 % населения — младше 18 лет, 9,3 % — в возрасте от 18 до 24 лет, 22,7 % — от 25 до 44, 25,7 % — от 45 до 64, и 12,7 % — старше 65 лет. Средний возраст — 38 лет. На каждые 100 женщин приходилось 122,2 мужчин.  На каждые 100 женщин старше 18 приходилось 116,8 мужчин.
Средний годовой доход домохозяйства составлял 43 393 доллара, а средний годовой доход семьи —  55 313 долларов. Средний доход мужчин —  29 250  долларов, в то время как у женщин — 22 000. Доход на душу населения составил 22 116 долларов. За чертой бедности находились 2,5 % семей и 6,0 % всего населения тауншипа, из которых 6,5 % младше 18 и 4,7 % старше 65 лет.